# Tony Amendola
Tony Amendola (New Haven, Connecticut, 24 d'agost del 1951) és un actor estatunidenc, conegut sobretot pel seu paper com el mestre Jaffa Bra'tac en la sèrie Stargate SG-1. Va néixer i créixer a New Haven, en l'estat de Connecticut.

## Biografia
Debuta al cinema i a la televisió el 1984. Després d'haver actuat a Columbo, participa en moltes produccions als anys 1990 com Lois i Clark, Ally McBeal o Spawn. Fa aparicions a Alias, X-Files, Charmed o Dexter i obté un paper més important a Els Experts. Amb el paper de Mestre Bra'tac a Stargate SG-1 es dona a conèixer pel gran públic.
Al cinema, ha actuat a La màscara del Zorro, Blow, La llegenda del Zorro i Annabelle.
Des de 2011, fa el doble paper de Geppetto / Marco a la sèrie Once Upon a Time.

## Filmografia
Les seves pel·lícules més destacades són:

### Cinema
- 1998: La màscara del Zorro (The Mask of Zorro) de Martin Campbell: Don Luiz
- 2001: Blow de Ted Demme: Sanchez
- 2001: Megiddo: The Omega Code 2 de Brian Trenchard-Smith: Mossén Tirmaco
- 2002: My Sister's Keeper de Ron Lagomarsino: Dr. Bartonio
- 2005: La llegenda del Zorro (The Legend Of Zorro) de Martin Campbell: Mossén Quintero
- 2014: Annabelle de John R. Leonetti: Mossén Perez
- 2015: When Duty Calls
- 2015: Pizza with Bullets
- 2015: The Devil's Candy
- 2016: The Land Before Time: Journey of the Brave[5]
- 2019: The Curse of La Llorona de Michael Chaves: Mossén Perez
- 2022: Father Stu de Rosalind Ross: entrenador Beech
- 2023: Rebel Moon de Zack Snyder: rei Levitica

### Televisió
- CSI
  - I-15 Murders: expert en escriptura a mà
  - Viva Las Vegas: Landlord
  - Secrets and Flies: Professor Rambar
  - Pirates of the Third Reich: Professor Rambar
- Terminator: The Sarah Connor Chronicles: Enrique (Episodi 2)
- Megiddo: The Omega Code 2: el Pare Tirmaco
- The West Wing
  - "Game On": l'Ambaixador de la nació fictícia del Golf Pèrsic "Qumar"
- Babylon 5: Crusade (The Needs of Earth): Natchok Var
- Dexter
- Stargate SG-1: Bra'tac
- Once Upon a Time: Gepetto